# Sciades cebuensis
Sciades cebuensis là một loài bọ cánh cứng trong họ Cerambycidae.